# Adratiklit
Adratiklit („horský ještěr“, z berberštiny) byl rod ptakopánvého dinosaura z infrařádu Stegosauria, který žil v období střední jury (geologický stupeň bath, asi před 168 až 166 miliony let) na území současného Maroka (pravděpodobně sedimenty geologického souvrství zvaného El Mers II). Jedná se o prvního zástupce této skupiny dinosaurů, objeveného na území severní Afriky. Jedná se také o jednoho z nejstarších dosud známých zástupců stegosaurů a o nejstaršího s jistotou zařazeného stegosaura vůbec.

## Popis
Typový druh A. boulahfa byl formálně popsán roku 2019 mezinárodním týmem paleontologů. Druhové jméno odkazuje k lokalitě Boulahfa, severně od Marrákeše, kde byly fosilie dinosaura objeveny. V roce 2024 byl v marockém Středním Atlasu objeven další středně jurský stegosaur druhu Thyreosaurus atlasicus (který však byl již vývojově vyspělejší a náležel do čeledi Stegosauridae).

## Význam
Objev tohoto druhu i fosilních otisků stop zástupců skupiny Eurypoda v severní Africe dokazuje, že tito dinosauři (ankylosauři a stegosauři) byli nejspíše rozšíření nejen na kontinentech severní Laurasie, ale také na jižních pevninách Gondwany. Jejich biodiverzita tedy byla nejspíš podstatně větší, než jakou ji naznačují dosavadní vzácné fosilní nálezy. To potvrzuje také objev nejstaršího známého ankylosaura druhu Spicomellus afer ze stejného souvrství.